# Муминова, Нафиса
Нафиса Муминова (узб. Nafisa Mo'minova; род. 1 февраля 1990, Ташкент) — узбекская шахматистка, гроссмейстер среди женщин (2013). Первая среди узбекских шахматисток, которая завоевала звание международного гроссмейстера.

## Биография
В четырехлетнем возрасте в шахматы научил играть отец. Выпускница детско-юношеской спортивной школы № 2 Узбекистанского района Ферганской области. В 2007 году победила на юношеском чемпионате Узбекистана по шахматам среди девушек. В 2008 году в Тегеране заняла второе место на юношеском чемпионате Азии по шахматам среди девушек в возрастной группе U18. Многократный лауреат чемпионатов Узбекистана по шахматам среди женщин, в которых завоевала две золотые (2008, 2011), серебряную (2009) и две бронзовые (2005, 2007) медали.
Участвовала в женских чемпионатах мира по шахматам:
- В 2008 году в Нальчике в первом туре проиграла Татьяне Косинцевой[4];
- В 2010 году в Антакье в первом туре проиграла Чжу Чэнь[5].

Участвовала в розыгрыше женского «Grand Prix» ФИДЕ (2013—2014), но в четырех турнирах не смогла подняться выше десятого места.
Представляла Узбекистан на четырех шахматных олимпиадах (2008—2012, 2016). В командных чемпионатах Азии по шахматам среди женщин участвовала два раза (2008, 2016) и в командном зачете завоевала серебряную (2016) медаль.
В женском командном турнире по шахматам Азиатских игр участвовала в 2010 году и в командном зачете завоевала бронзовую медаль. В женском командном турнире по шахматам Азиатских игр в помещениях участвовала в 2009 году и в командном зачете завоевала серебряную медаль.